# Kötschlitz
Kötschlitz è una frazione della città tedesca di Leuna, nella Sassonia-Anhalt; essa comprende anche le località di Möritzsch e Zschöchergen.

## Storia
Kötschlitz costituì un comune autonomo fino al 1º gennaio 2010.